# 胡黻
胡黻（?—?），北平保定府容城縣人，明朝政治人物、進士出身。
洪武四年，會試八十二名，登進士三甲，授河間府縣丞。